# Моя исповедь
«Моя исповедь. Письмо к издателю журнала» — повесть русского писателя Николая Карамзина, впервые опубликованная в 1802 году в журнале «Вестник Европы» (часть 2, № 6) за подписью граф N. N..
Рассказ в повести ведётся от первого лица. Главный герой — некто граф N. N., который в письме к издателю откровенно рассказывает о своей жизни. Это циник и эгоист, считающий себя совершенно особенным человеком; исповедь он написал, только повинуясь велению моды.
Литературоведы видят в «Моей исповеди» сатиру и полемику с Жан-Жаком Руссо, автором знаковой для рубежа XVIII и XIX веков «Исповеди». Карамзин здесь опровергает руссоистские педагогические теории и оспаривает мнение об изначально доброй природе человека. В повести находят и элементы самопародии. «Моя исповедь» явно повлияла на развитие русской литературы XIX века с её постоянной тягой к исповедальности. Здесь видят зачатки рефлексии и самоанализа, проявившихся, например, в «Герое нашего времени» Михаила Лермонтова.